# モス (ゲーム会社)
株式会社モス（英: MOSS Ltd.）は、東京都台東区に本社を置くアーケードゲーム、コンシューマーゲーム、携帯電話ゲームなどのゲームソフトの開発、遊技機液晶映像制作などを行う日本のゲームメーカー。

## 概要
シューティングゲーム『雷電』シリーズなどを手がけたセイブ開発の制作スタッフが独立して設立した会社であり、版権を引き継ぐ形で『雷電III』以降の作品を制作している。
設立以来長らく大手ソフトメーカーの下請けデベロッパーとして活動していたが、2013年に初の自社発売タイトルとして『Caladrius』をリリースした。
2018年9月にゲーム開発事業を専門とした連結子会社・カミナリゲームスを設立。

## 主要取引先
- SNK
- タイトー
- バンダイナムコエンターテインメント
- マイクロソフト

## 開発タイトル
- マッドシャーク - 同社の処女作、共同開発・発売元はアルュメ
- 銃弾嵐（ガンダーラ）
- 子育てクイズ マイエンジェル
- マイドリームホース
- パズルDEボーリング
- マクロスプラス
- フリップメイズ
- 雷電シリーズ
  - 雷電III
  - 雷電IV
  - 雷電V
  - 雷電NOVA
- あずまんが大王パズルボブル
- KOF SKY STAGE
- Caladrius
- 釣りスピリッツシリーズ

## 未発売作品
- LOVELOVEパズル・にぎりん
- 恋愛クイズハイスクールエンジェル

（正式に発売された『青春クイズ カラフルハイスクール』はエイティング開発）